# Tonton Gutiérrez
Eduardo Antonio Gutiérrez, Jr. (Manila, 20 de marzo de 1968) conocido como Tonton Gutiérrez. Es un actor de cine filipino.

## Biografía
Tonton Gutiérrez nació en 20 de marzo de 1968, hijo de Eddie Gutiérrez con su primera esposa, la actriz Liza Lorena. Es medio hermano de Ramón Christopher, con la segunda esposa, la actriz Pilita Corrales. También es medio hermano de los actores Richard Gutiérrez y Raymond Gutiérrez, y de la actriz y reina de belleza Ruffa Gutiérrez.

## Vida personal
Tonton Gutiérrez está casado con la actriz Glydel Mercado, con la hija de Aneeza. Su padre es de ascendencia estadounidense en tanto su padre como parte de su madre.

## Filmografía

### Películas
- Abot Hanggang Sukdulan (1984)
- Alabok sa Ulap (1985)
- Sana'y Wala Nang Wakas (1986)
- Tatlong Nukha ng Pag-Ibig (1986)
- Pasan Ko Ang Dagig (1987)
- Jack N' Jill (1987)
- Captain Barbell (1988)
- Jack N' Jill sa Amerika (1988)
- Sa Kabila Ng Lahat (1988)
- Kahit Wala Ka Na (1989)
- Saan Ako Nagkamali (1990)
- Kaputol ng Isang Awit (1991)
- Sa Harap ng Panganib (1993)
- Kapantay ay Langit (1993)
- Paniwalaan Mo (1993)
- Oo Na, Sige Na (1994)
- Forever (1994)
- Kung Aagawin Mo Ang Lahat sa Akin (1995)
- Muntik ng Maabot ang Langit (1995)
- Saan Nagtatago Ang Pag-Ibig? (1995)
- Nananabik Sa Iyong Pagbabalik (1996)
- Bubot, Kulang sa Panahon (1997)
- Ambisyosa (1998)
- Tuloy...Bukas Ang Pinto (1998)
- May Sayad (1998)
- Armadong Hudas (1998)
- Sariwang Bulaklak (1999)
- Tatlo...Magkahalo (1999)
- Hayop sa Sex Appeal (1999)
- Shirley (1999)
- Alyas Pogi: Ang Pagbabalik (1999)
- Kriselda, Sabik Sa Iyo (2000)
- Marital Rape (2000)
- Baliktaran (2000)
- Sana Totoo Na (2001)
- Ang Tanging Ina (2002)
- Magnifico (2003)
- I Will Survive (2004)
- Say That You Love Me (2005)
- Forever My Love (2005)
- Shake, Rattle and Roll 9 (2007)
- When I Met You (2009)
- Dalaw (2009)

### TV series
- Del Tiero (1999) - Don Juan Ampil
- Pangako Sa'yo (2000–2002) - Gov. Eduardo Buenavista
- Habang Kapiling Ka (2002–2003) - Marius Malvarosa / Xandro / Kenji Ogata
- Te Amo, Maging Sino Ka Man (2004) - Minong Salvaderas
- Maalaala Mo Kaya: 
  - Bangka Part 1 (2001) - Manuel "Manny" Villar
  - Pulot-Gata (1 de enero de 1999)
  - Salamin (19 de julio de 2008) - Jun
- Love to Love: 
  - Stuck in Love (2 de enero de 2005)
  - Wishing Upon a Jar (20 de febrero de 2005)
- Magpakailanman: 
  - The Manny and Pie Calayan Story (24 de febrero de 2005) - Manny Calayan
- Pilipinas, Game KNB?: 
  - Celebrity Fathers episode (7 de octubre de 2006)
  - Episode dated 8 de enero de 2007
- Komiks Presents: 
  - Da Adventures of Pedro Penduko (2006) - Erning
- Nagmamahal, Kapamilya: 
  - Rene-Louisa (5 de agosto de 2006) - Rene
- Sana Maulit Muli (2007) - George Soriano
- Babangon Ako't Dudurugin Kita (2008) - Jango San Juan
- May Bukas Pa (2009) - Mario Sta. Maria
- Langit sa Piling Mo (2010) - Stanley Tee
- Ang Probinsyano (2016)
- Sherlock Jr. (2018-2019)